# 刑事ジョン・ルーサー: フォールン・サン
『刑事ジョン・ルーサー: フォールン・サン』（けいじジョン・ルーサー フォールン・サン、Luther: The Fallen Sun）は、2023年のイギリスとアメリカ合衆国の合作によるクライム・スリラー映画。
イギリスの人気テレビドラマ『刑事ジョン・ルーサー』の映画化。2023年3月10日よりNetflixで配信される。

## キャスト
※括弧内は日本語吹替。
- ジョン・ルーサー：イドリス・エルバ（坂詰貴之）
- オデット・レイン：シンシア・エリヴォ[5][6][7]（佐古真弓）
- デヴィッド・ロービー：アンディ・サーキス[5][6][7]（宗矢樹頼）
- マーティン・シェンク：ダーモット・クロウリー（関輝雄）
- アーチー・ウッドワード：トーマス・クームズ（増元拓也）
- コリン・アルドリッチ：ハティ・モラハン（井上喜久子）
- アーニャ・レイン：ローリン・アジュフォ（神戸光歩）
- デニス・マッケイブ：ヴィンセント・リーガン（大滝寛）
- デレク：エドワード・ホッグ（益山武明）